# Муртоза
Муртоза (порт. Murtosa; [muɾ'tɔzɐ]) — посёлок городского типа в Португалии, центр одноимённого муниципалитета в составе округа Авейру. Находится в составе крупной городской агломерации Большое Авейру. По старому административному делению входил в провинцию Бейра-Литорал. Входит в экономико-статистический субрегион Байшу-Воуга, который входит в Центральный регион. Численность населения — 3,1 тыс. жителей (посёлок), 9,8 тыс. жителей (муниципалитет). Занимает площадь 73,65 км².
Покровителем города считается Дева Мария.
Праздник города — 8 сентября.

## Расположение
Посёлок расположен в 11 км на север от адм.центра округа города Авейру.
Муниципалитет граничит:
- на севере — муниципалитет Овар
- на северо-востоке — муниципалитет Эштаррежа
- на юге — муниципалитеты Албергария-а-Велья,Авейру
- на западе — Атлантический океан

## История
Посёлок основан в 1926 году

## Население
| Численность населения муниципалитета по годам | Численность населения муниципалитета по годам | Численность населения муниципалитета по годам | Численность населения муниципалитета по годам | Численность населения муниципалитета по годам | Численность населения муниципалитета по годам |      |
| --------------------------------------------- | --------------------------------------------- | --------------------------------------------- | --------------------------------------------- | --------------------------------------------- | --------------------------------------------- | ---- |
| 1930                                          | 1960                                          | 1981                                          | 1991                                          | 2001                                          | 2004                                          | 2006 |
| 13310                                         | 12328                                         | 9816                                          | 9579                                          | 9458                                          | 9657                                          | 9804 |

## Состав муниципалитета
В муниципалитет входят следующие районы:
1. Буньейру
2. Монте
3. Муртоза
4. Торрейра